# Alvania pseudosyngenes
Alvania pseudosyngenes is een slakkensoort uit de familie van de Rissoidae. De wetenschappelijke naam van de soort is voor het eerst geldig gepubliceerd in 1973 door Warén.